# Helga Moreira
Helga Moreira (Quadrazais, Guarda, 29 de Abril de 1950) é uma poetisa portuguesa.
Publicou o primeiro livro em 1978. Os Dias Todos Assim  (1996) colige poemas publicados até 1993. Tumulto, publicado em 2003, sinaliza uma viragem na sua poesia, afirmando as marcas identitárias. Colaborou no volume Vozes e Olhares no Feminino (2001), organizado por Isabel Pires de Lima. Aparece traduzida à língua inglesa no volume "Poem-ando Além-fronteiras: dez poetas contemporâneas irlandesas e portuguesas// Poem-ing Beyond Border: ten contemporary Irish and Portuguese women poets", organizado e traduzido por Gisele Wolkoff, Ed.Palimage: Coimbra, Portugal, 2011. Vive no Porto desde 1968.

## Obras

### Poesia
- 1978 Cantos do Silêncio
- 1980 Fogo Suspenso
- 1983 Quem não vier do sul
- 1985 Aromas
- 1996 Os Dias Todos Assim
- 2001 Um Fio de Noite
- 2002 Desrazões
- 2003 Tumulto
- 2006 Agora que falamos de morrer